# Adalbert Spányik von Dömeháza

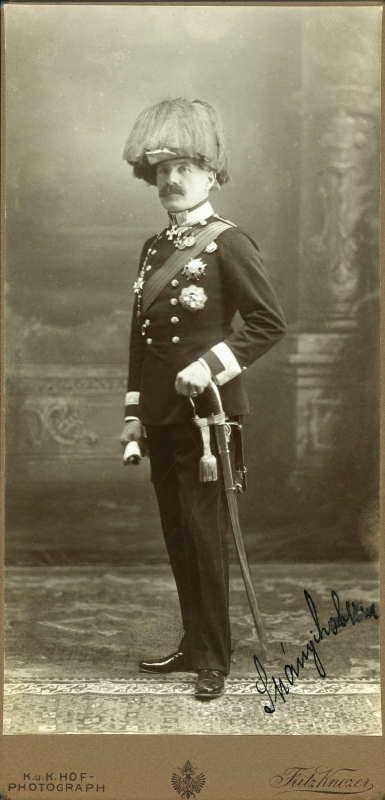
Adalbert Spányik von Dömeháza, Porträtfoto des Hoffotografen Fritz Knozer

Adalbert Spányik von Dömeháza, auch Adalbert von Spányik, getauft Adalbertus Joanes Maria Spányik (* 1. Jänner 1858 in Pressburg; † 27. Juni 1930 in Sopron) war ein österreich-ungarischer Offizier und der letzte Flügeladjutant des österreichischen  Kaisers Franz Joseph I.

## Leben
Adalbert Spányik entstammte einer österreichisch-ungarischen Familie mit Wurzeln im slowakischen Dömeháza, Komitat Hont (slowakisch Domaníky, heute Okres Krupina) und war ein Sohn des Advocaten Carl Spányik und seiner Frau Carola, geb. Baintner. Der Maler Kornel Spányik war sein nur 10 Monate jüngerer Bruder. Er schlug die Offizierslaufbahn ein. Am 1. Juni 1879 erhielt er sein Offizierspatent als Leutnant im 12. k.u.k. Feldjägerbataillon. Zum 1. Mai 1886 erfolgte seine Beförderung zum Oberleutnant im 11. Feldjägerbataillon und am 1. November 1892 wurde er Hauptmann 2. Klasse.
1905 wurde er im Rang eines Majors dem Kaiser als Flügeladjutant zugeteilt. Er behielt diese Stellung vier Jahre, um danach militärische Positionen zu besetzen. 1910 wurde dem Oberstleutnant Spanyik und dessen Nachkommen der ungarische Adel mit dem Prädikat „von Dömeháza“ verliehen. 1913 war er als Oberst Kommandant der Infanterie-Kadettenschule in Marburg an der Drau.

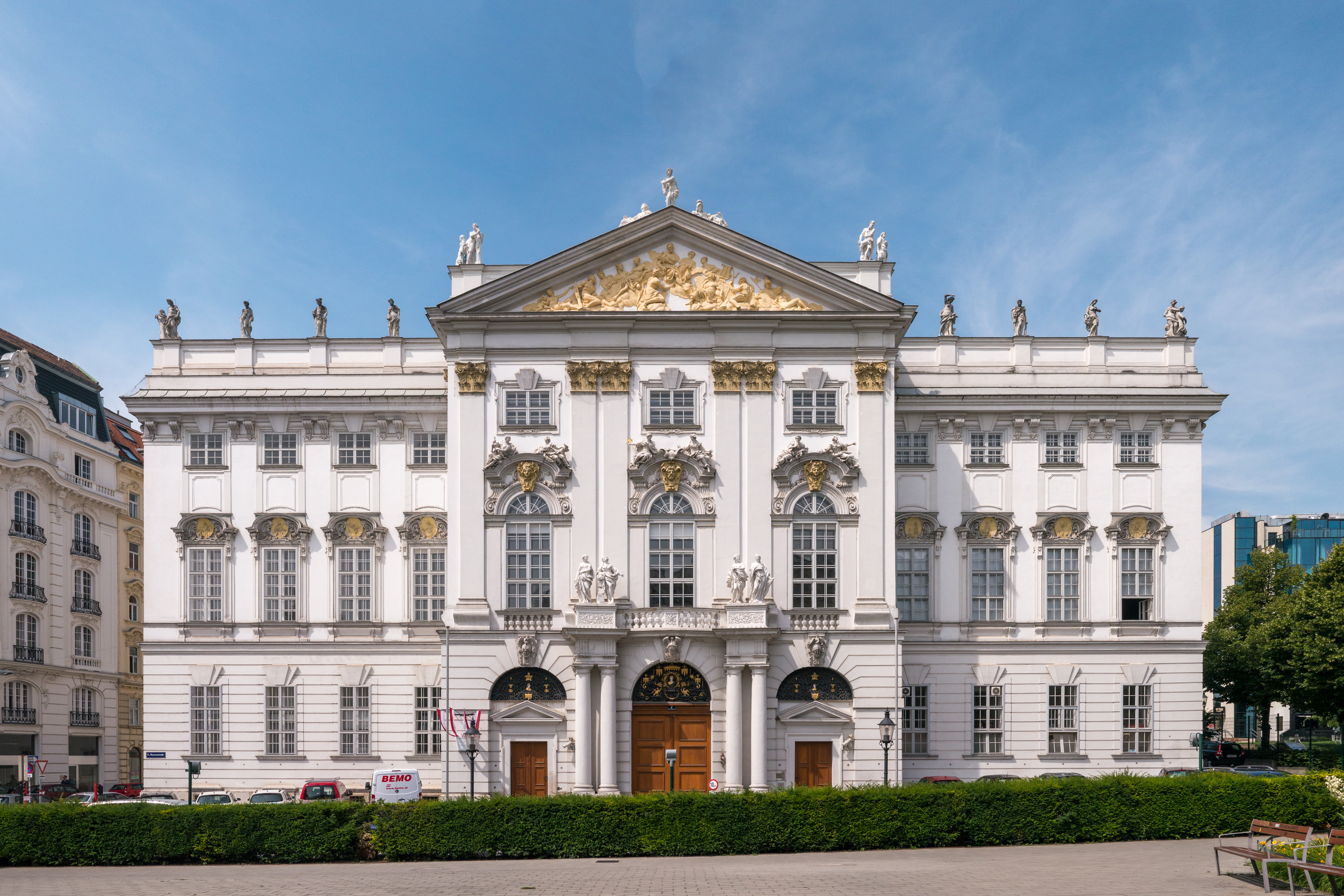
Gardehaus (Palais Trautson)

1913 erhielt er die Dienststellung Gardeleutnant und Gardehauskommandant der königlich-ungarischen Leibgarde. Auf Wunsch des Kaisers wurde er daneben abermals zum Flügeladjutanten bestellt. Er trat seinen Dienst am 26. Mai 1915 an und begleitete die letzten Tage des Kaisers bis zu dessen Tod am 21. November 1916. Spányik wurde nach dem Tod von Franz Joseph für seine hervorragende Diensttreue das Franz-Joseph-Kreuz verliehen. Mit Wirkung vom 1. Mai 1916 wurde er zum Generalmajor bzw. Feldmarschallleutnant ernannt.
Nach dem Zerfall der österreichisch-ungarischen Monarchie ging er als Kommandant der K.u. Leibgarde in Pension. Spányik entschied sich dabei für die Staatsangehörigkeit Ungarns.
Spányik war verheiratet mit Irene von Spányik, geb. von Bornemisza von Adámfölde und Kálnó. Ihre einzige Tochter Marie Alice heiratete den k.u.k. Oberleutnant Louis (Aloys) von Walterskirchen Freiherr zu Wolfsthal. Der Sohn Mario Spányik von Dömeháza schlug ebenfalls die militärische Laufbahn ein, ab 1939 war er ungarischer Wahlkonsul in Graz.

## Tagebuch
In seinem Tagebuch schilderte Spányik das Leben am Hof während des Ersten Weltkrieges. Das handschriftliche Original ging laut Österreichischem Kriegsarchiv im Jahr 1945 verloren, jedoch existiert ein 45-seitiges, maschinengeschriebenes Transkript. Dieses wurde anlässlich des 100. Todestages von Kaiser Franz Joseph im Jahr 2016 von Spányiks Nachfahren dem Autor und Kolumnisten Georg Markus zur Verfügung gestellt.

## Auszeichnungen
- Orden der Eisernen Krone, 3. Klasse[12]
- Franz-Joseph-Kreuz[13]
- Militärverdienstkreuz (Österreich), 3. Klasse
- Militär-Verdienstmedaille (Österreich) am Band der Tapferkeitsmedaille in Silber
- Militär-Verdienstmedaille (Österreich) am roten Band in Bronze
- Kriegsmedaille (Österreich)
- Militärdienstzeichen II. Klasse für Offiziere[14]
- Jubiläums-Erinnerungsmedaille 1898 in Gold
- Militär-Jubiläumskreuz
- Königlicher Kronen-Orden (Preußen) 2. Klasse mit Stern und Schwertern
- Militär-Verdienstorden (Spanien), II. Klasse
- Orden de Isabel la Católica, Großkomtur
- Roter Adlerorden, II. Klasse
- Wasaorden, Kommandeur 2. Klasse (1908)[15]
- Stern von Rumänien, Kommandeur mit Schwertern
- Militär-Verdienstorden (Bulgarien), Kommandeur
- Orden Danilos I. für die Unabhängigkeit, Kommandeur
- Herzoglich Sachsen-Ernestinischer Hausorden, Komtur 2. Klasse